# Nelson (Schiff, 1927)
Die HMS Nelson war ein Schlachtschiff der Nelson-Klasse der britischen Royal Navy. Das fünfte Schiff der Navy, das nach Admiral Nelson benannt wurde, war von seiner Indienststellung 1927 bis 1946 Flaggschiff der Home Fleet (bis 1932 Atlantic Fleet) und wurde im Zweiten Weltkrieg auf diversen Kriegsschauplätzen eingesetzt. 1949 wurde die Nelson abgewrackt.

## Geschichte
Die Nelson wurde am 28. Dezember 1922 in Newcastle upon Tyne auf Kiel gelegt, am 3. September 1925 vom Stapel gelassen und am 27. August 1927 für den Einsatz in der Atlantikflotte in Dienst gestellt. Dort ersetzte sie die Revenge als Flaggschiff. Im Frühjahr 1931 kollidierte sie mit der SS West Wales, erlitt jedoch nur leichte Beschädigungen. Im April 1928 empfing das Schiff König Amanullah von Afghanistan bei Übungen vor Portland. Mitte September nahm die Besatzung der Nelson an der Invergordon-Meuterei teil, als sie den Befehl verweigerte, zu einer Übung auszulaufen. Die Meuterei konnte beendet werden, nachdem die Admiralität einlenkte und die Lohnkürzungen, welche die Meuterei ausgelöst hatten, reduzierte. Am 12. Januar 1934 lief sie auf Hamilton’s Shoal vor Southsea auf Grund, als sie mit der Home Fleet zur Frühjahrsreise nach Westindien auslaufen wollte. Nachdem einige Vorräte und Ausrüstungsgegenstände entfernt worden waren, konnte sich das Schiff bei der nächsten Flut unbeschädigt befreien. Die Nelson nahm am 16. Juli 1935 an der Flottenschau anlässlich des 25-jährigen Thronjubiläums von König Georg V. in Spithead teil und dann am 20. Mai 1937 an der Flottenschau zur Krönung von König Georg VI. Anschließend wurde das Schiff in Portsmouth zur Überholung ausgemustert. Nachdem sie im Februar 1938 wieder in Dienst gestellt worden war, besuchte sie zusammen mit der Rodney Lissabon.

### Zweiter Weltkrieg
Vom 3. bis zum 10. September nahm die Nelson an Patrouillenfahrten zwischen Island, Schottland und Norwegen teil. Vom 25. bis zum 26. September 1939 sicherte sie die Bergung des U-Boots Spearfish. Am 30. Oktober 1939 traf sie bei den Orkney-Inseln auf das deutsche U-Boot U 56. Dieses feuerte drei Torpedos auf die Nelson, von denen aber keiner explodierte. Am 4. Dezember 1939 lief sie am Eingang des Loch Ewe auf eine von U 31 gelegte Mine. Von Abteil 43 bis 74 war die Seitenbeplankung leicht eingedrückt und wies eine Reihe von Rissen auf; direkt hinter Abteil 60 befand sich ein Loch. Dahinter war die Beplankung auf einer Länge von etwa 4 m eingedrückt. Durch das von der Explosion erzeugte Loch auf Höhe von Turm „A“ drang Wasser in den Torpedoraum und angrenzende Abteilungen ein, wodurch das Schiff 2° nach Steuerbord krängte. Das Schiff begab sich nach Portsmouth, wo es für die Behebung der Schäden ausgemustert wurde. Nach der Beendigung der Reparaturen im August nahm die Nelson an Operation DF teil, bei der deutsche Schiffe vor der Küste Norwegens aufgespürt und zerstört werden sollten. Am 5. November erhielt die Admiralität das Signal des bewaffneten Handelskreuzers Jervis Bay, dass sie von dem deutschen Schweren Kreuzer Admiral Scheer angegriffen würden, woraufhin die Nelson und die Rodney ausliefen, um die Lücke zwischen Island und den Färöer-Inseln zu blockieren. Als die Admiralität erfuhr, dass die Gneisenau und die Scharnhorst versuchten, in den Nordatlantik vorzudringen, erhielten die Nelson, die Rodney und der Schlachtkreuzer Renown am 25. Januar 1941 den Befehl, eine Position südlich von Island einzunehmen, wo sie die deutschen Schiffe abfangen konnten. Nachdem sie am 28. Januar britische Kreuzer gesichtet hatten, drehten die deutschen Schiffe jedoch ab und wurden nicht weiter verfolgt.
Am 1. April wurde die Nelson abkommandiert, um den Konvoi WS.7 von Großbritannien nach Südafrika zu eskortieren. Auf der Rückreise passierten sie und der Flugzeugträger Eagle in der Nacht des 18. Mai den deutschen Hilfskreuzer Atlantis in 7.000 m Entfernung, ohne jedoch das Schiff zu sichten. Nach der Schlacht in der Dänemarkstraße am 24. Mai wurde das deutsche Schlachtschiff Bismarck zwei Tage später auf dem Weg nach Frankreich gesichtet, und Nelson und Eagle erhielten den Befehl, von ihrer Position nördlich von Freetown aus die Verfolgung aufzunehmen. Die Bismarck wurde am folgenden Tag versenkt, lange bevor die Nelson sie erreichen konnte. Am 1. Juni wurde die Nelson mit der Eskorte des Konvois SL.75 nach Großbritannien beauftragt. Nachdem es dem deutschen Versorgungsschiff Gonzenheim am 4. Juni gelungen war, dem bewaffneten Handelskreuzer Esperance Bay auszuweichen, wurde die Nelson abkommandiert, um das deutsche Schiff abzufangen. Nach der Ankunft im Vereinigten Königreich schloss sich das Schiff wieder der Home Fleet an.
Im Juni 1941 wurde die jetzt in Gibraltar stationierte Nelson der Force H zugeteilt und fungierte als Eskorte. Am 27. September 1941 wurde sie bei einem Angriff der Regia Aeronautica torpediert, schwer beschädigt und bis Mai 1942 in Großbritannien repariert. Sie kehrte im August 1942 als Flaggschiff zur Force H zurück und führte Geleitschutz für Konvois nach Malta durch. Sie unterstützte die Operation Torch in Algerien im November 1942, die Invasion Siziliens im Juni 1943 und die Landung bei Salerno im September 1943 durch Küstenbeschuss. Eine erweiterte Fassung der Kapitulation Italiens wurde von Dwight D. Eisenhower und Marschall Pietro Badoglio am 29. September an Bord der Nelson unterzeichnet.
Die Nelson kehrte im November 1943 zur Überholung nach Großbritannien zurück, was große Verstärkungen der Luftabwehr mit einschloss. Danach unterstützte sie die Invasion in der Normandie und lief dabei am 18. Juni 1944 auf zwei Minen. Zur Reparatur wurde sie nach Philadelphia geschickt. Im Januar 1945 wurde sie in den Indischen Ozean geschickt und erreichte Colombo im Juli. Die japanischen Streitkräfte in Malaysia kapitulierten am 2. September 1945 in George Town an Bord des Schiffes. Am 12. September 1945 war das Schiff dabei, als die japanischen Streitkräfte in ganz Südostasien in Singapur kapitulierten.
Die Nelson wurde am 20. September als Flaggschiff abgelöst und trat am 13. Oktober die Heimreise an. Am 17. November traf sie in Portsmouth ein und wurde eine Woche später zum Flaggschiff der Home Fleet. Die King George V. löste sie am 9. April 1946 als Flaggschiff ab und im Juli wurde die Nelson zu einem Ausbildungsschiff. Am 15. April 1947 wurde das Schiff bei einem Zusammenstoß mit dem U-Boot Sceptre vor Portland leicht beschädigt.
Das Schiff wurde am 20. Oktober 1947 in Rosyth in die Reserve versetzt und am 19. Mai 1948 und auf die Abwrackliste gesetzt. Vom 4. Juni bis zum 23. September wurde sie als Zielschiff für panzerbrechende Bomben eingesetzt. Am 5. Januar 1949 wurde das Schiff an British Iron & Steel Corporation verkauft und am 15. März in Inverkeithing abwrackt.

## Technik

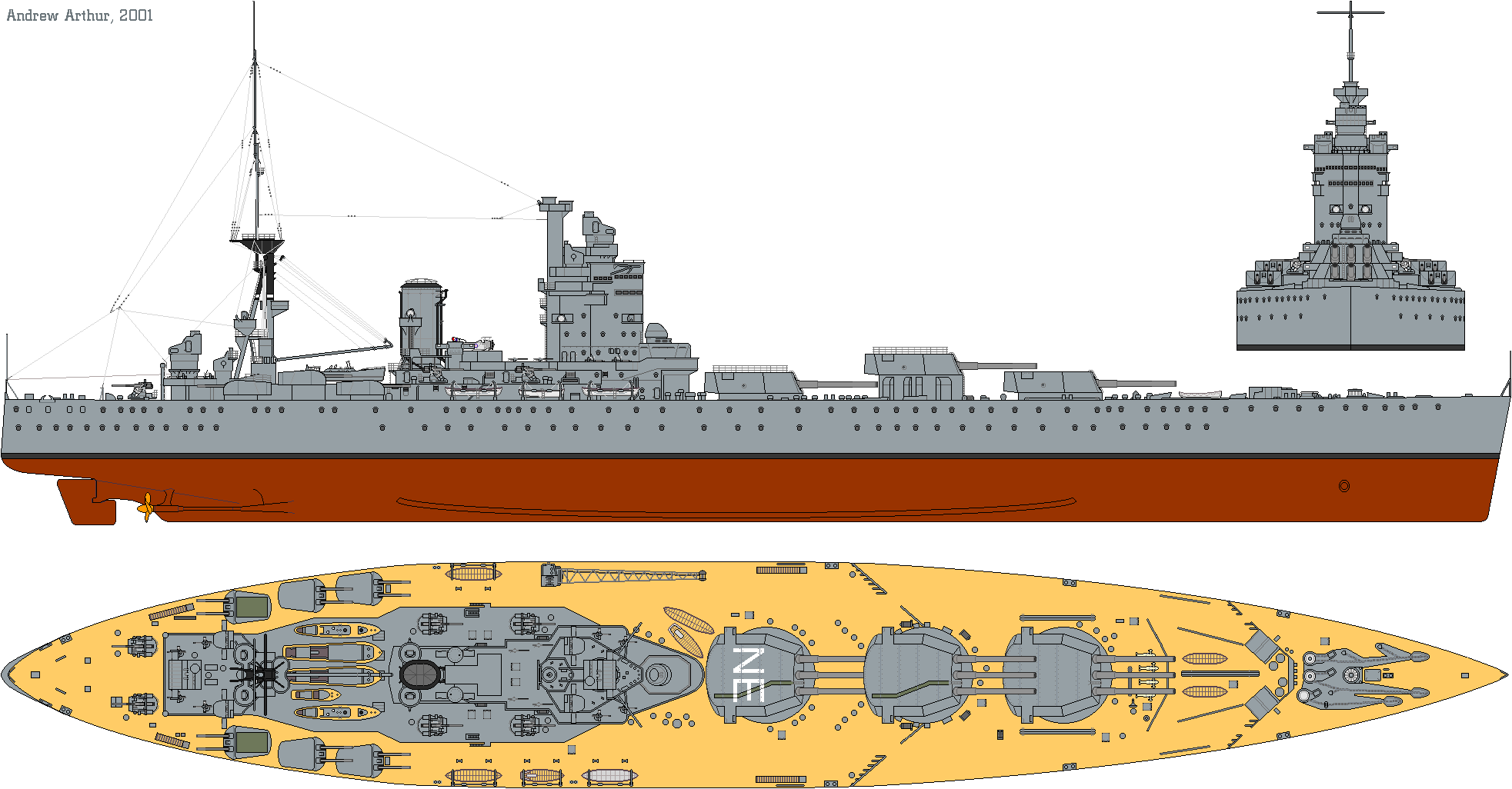
Profilzeichnung

Die Nelson hatte eine Gesamtlänge von 216,40 m, eine Breite von 32,30 m und einen Tiefgang von 9,20 m bei. Sie verdrängte zwischen 33.800 t und 38.390 t.

### Antrieb
Die Nelson war mit zwei Brown-Curtis-Dampfturbinen ausgestattet, die jeweils eine Welle antrieben und insgesamt 45.000 hp (33.500 kW) entwickelten, mit der sie eine Höchstgeschwindigkeit von 23,8 Knoten (44 km/h) erreichte. Der Dampf wurde von acht Admiralty-Wasserrohrkesseln geliefert. Das Schiff konnte maximal 3805 t Heizöl mitführen, was ihr bei 16 Knoten (30 km/h) eine Reichweite von 7000 Seemeilen (13.000 km) ermöglichte. Ihre Besatzung bestand aus 1.361 Mann plus Offizieren.

### Bewaffnung
Die Hauptbewaffnung bestand aus neun 406-mm-Geschützen in drei Türmen vor den Aufbauten. Die Geschütztürme wurden von vorne nach achtern mit „A“, „B“ und „C“ bezeichnet. Ihre Sekundärbewaffnung bestand aus zwölf 152-mm-Geschützen in Zwillingstürmen hinter den Aufbauten, drei auf jeder Breitseite. Die Flak-Bewaffnung bestand aus sechs 120-mm-Schnellfeuergeschützen in Einzellafetten und acht 40-mm-2-Pfünder-„Pom-Pom“ in Einzellafetten. Außerdem war die Nelson mit zwei 622-mm-Unterwasser-Torpedorohren ausgestattet, eines auf jeder Breitseite.

### Panzerung
Der Panzergürtel des Schiffes bestand aus 365 mm Krupp-Zementstahl und erstreckte sich mittschiffs 117 m von der vorderen Barbette bis zum Maschinenraum achtern, wo er sich auf 330 mm verjüngte. Die Enden der gepanzerten Zitadelle wurden durch Querschotten aus unzementierter Panzerung mit einer Dicke von 203 bis 305 mm am vorderen Ende und 102 bis 254 m am hinteren Ende abgeschlossen. Die Front der Hauptgeschütztürme war 406 mm und die Seiten 229 bis 279 mm dick, während die Dachpanzerplatten eine Dicke von 184 mm aufwiesen. Die Panzerung der Barbetten war zwischen 305 und 381 mm dick. Die Nelson besaß ein gepanzertes Deck mit 159 mm über den Hauptgeschützmagazinen und 95 mm über den Maschinenräumen und den Sekundärmagazinen. Hinter den Aufbauten war das Deck 108 mm in Höhe der Unterkante der Gürtelpanzerung. Die Panzerung des Kommandoturms war 305 bis 356 mm dick und hatte ein 170 mm dickes Dach. Die Sekundärgeschütztürme waren durch eine 25 bis 38 mm dicke Panzerung geschützt. Der Unterwasserschutz der Nelson bestand aus einem 1,5-m-Doppelboden und einem Torpedoschutzsystem.

### Umbauten
Von Mai bis Juni 1930 wurde der Steilwinkel-Entfernungsmesser durch ein HACS ersetzt. Im März 1934 wurden die einzelnen Zweipfünder-Geschütze und der Steuerbord-Torpedoleitrechner entfernt und durch eine einzelne Achtfach-Zweipfünder-„Pom-Pom“-Lafette an der Steuerbordseite des Schornsteins ersetzt. Von 1934 bis 1935 wurden zwei Vierfach-Lafetten für Vickers-12,7-mm-Flak-Maschinengewehre installiert. Das Schiff wurde außerdem mit einem Kran für ein mitgeführtes Supermarine-Seagull-Doppeldecker-Flugboot ausgestattet. Zwischen 1936 und 1937 erhielt das Schiff an Backbord der Aufbauten mehrere Zweipfünder. Außerdem wurden die 120-mm-Kanonen mit Geschützschilden versehen, die jedoch im März 1938 wieder entfernt wurden. Während der Überholung von Juni 1937 bis Januar 1938 wurde der Mars des Fockmasts vergrößert und ein zweiter HACS installiert. Von September bis November 1938 wurden mehrere Zweipfünder auf dem Achterdeck, ein Luftwarnradar Typ 79Y auf den Masttopps sowie ein Flugzeugkatapult auf der Haube des „C“-Turms angebracht. Von Januar bis August 1940 wurden die achteren 152–mm-Geschütze durch Zweipfünder-„Pom-Pom“-Lafetten ersetzt und ein weiteres wurde auf dem Achterdeck angebracht. Außerdem wurde das Radar Typ 79Y durch ein Radar Typ 279 ersetzt. An den 120-mm-Geschützen wurden wieder Geschützschilde angebracht und auf den Dächern der Türme „B“ und „C“ wurden vier 20-fach-178-mm-Glattrohr-Raketenwerfer montiert. Von 1941 bis 1942 wurden die Torpedorohre und die Raketenwerfer entfernt und auf dem Dach des „B“-Turms eine Achtfach-Zweipfünder-Lafette installiert. Zwei 20-mm-Oerlikon-Flugabwehrkanonen wurden auf dem Dach des „C“-Turms installiert sowie elf weitere an verschiedenen Stellen der Aufbauten. Die 406-mm-Geschütze wurden mit einem Feuerleitradar Typ 284 ausgestattet und die 120-mm-Geschütze mit einem Feuerleitradar Typ 285. Das Schiff wurde außerdem mit einem Oberflächensuchradar des Typs 273 ausgestattet. Ein weiteres Oerlikon-Geschütz wurde im September 1942 auf dem Dach des „C“-Turms angebracht. Die Vickers-Maschinengewehre wurden entfernt und von Mai bis Juni 1943 wurden 26 einzelne Oerlikon-Kanonen hinzugefügt, von denen sich fünf auf dem Dach des „C“-Turms befanden und die anderen auf dem Deck und den Aufbauten montiert waren.